# Ehra oder Kind mit Ball

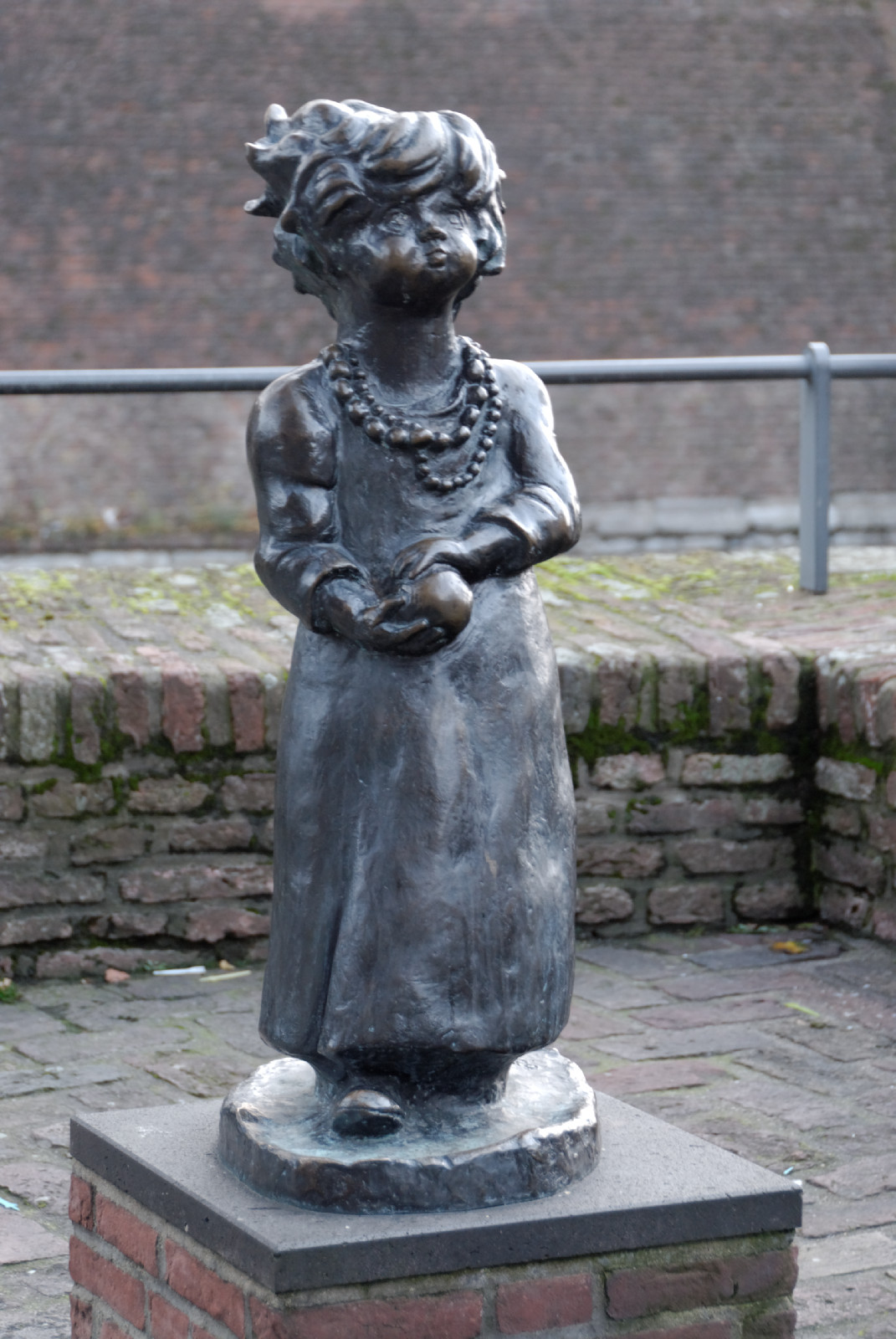
„Ehra oder Kind mit Ball“ am Alten Hafen in Düsseldorf

Ehra oder Kind mit Ball oder Sinti-Mädchen Ehra ist ein Kunstwerk von Otto Pankok.

## Das Kunstwerk
Die kleine Bronzefigur zeigt ein pausbäckiges Mädchen mit wirren Haaren, das erhobenen Kopfes einen kleinen Ball auf der rechten Handfläche trägt und mit der linken Hand festhält. Das Mädchen trägt ein knöchellanges langärmeliges Kleid und mehrere auffallende Halsketten.

## Zur Geschichte
Otto Pankok beschäftigte sich ab den 1930er Jahren ausführlich mit dem Thema Zigeuner und schuf zahlreiche Bilder von Sinti- und Romakindern. Eines seiner Modelle war das Mädchen Ehra. Ehra wurde während des Dritten Reiches im Düsseldorfer Lager am Höherweg in Lierenfeld interniert, wo die rund 200 Düsseldorfer Sinti und Roma festgehalten wurden. Sie wurde 1940 in ein KZ deportiert. Obwohl gerade Ehra zu den wenigen Überlebenden dieser Haft gehörte, wurde ein Abguss der 1955 von Pankok geschaffenen Bronzefigur als Denkmal für die ermordeten Sinti und Roma am Alten Hafen in der Nähe der Rheinuferpromenade in Düsseldorf aufgestellt. Eine Steinplatte neben der Figur trägt folgende Inschrift (Stand 15. Oktober 2023):

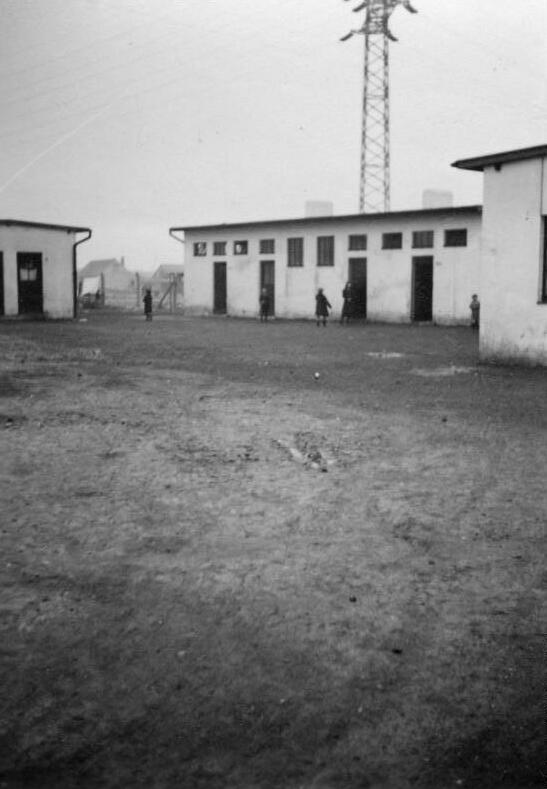
Internierungslager Höherweg 1937

Zum Gedenken an die Sinti und Roma, die durch den Nationalsozialismus Opfer des Völkermordes wurden. | Diese Figur des Sinti-Mädchens Ehra schuf der Künstler Otto Pankok (1893-1966) zur Erinnerung an die mit ihm befreundeten Düsseldorfer Sinti, von denen über 100 aus dem Lager Höherweg abtransportiert und ermordet wurden. | Das Mädchen Ehra selbst gehörte zu den wenigen KZ-Überlebenden.
Das Denkmal wurde am 52. Jahrestag der Befreiung von Auschwitz, dem 27. Januar 1997, am Alten Hafen aufgestellt. Seitdem dienen die Figur und ihre Umgebung als Ort für Gedenkveranstaltungen zur Erinnerung an die Getöteten.
Ein weiteres Kunstwerk Pankoks, das „Strubbelkopf Ehra“ (seine Formulierung) zeigt, ist der Holzschnitt Ehra im Wind oder Kind im Wind aus dem Jahr 1947. Als Plastik befindet sich dieses Kunstwerk in der Stadthalle von Mülheim an der Ruhr. Ehra, die von Pankok immer wieder abgebildet worden war, starb Jahrzehnte nach ihrer KZ-Haft.